# Гипер-Камиоканде

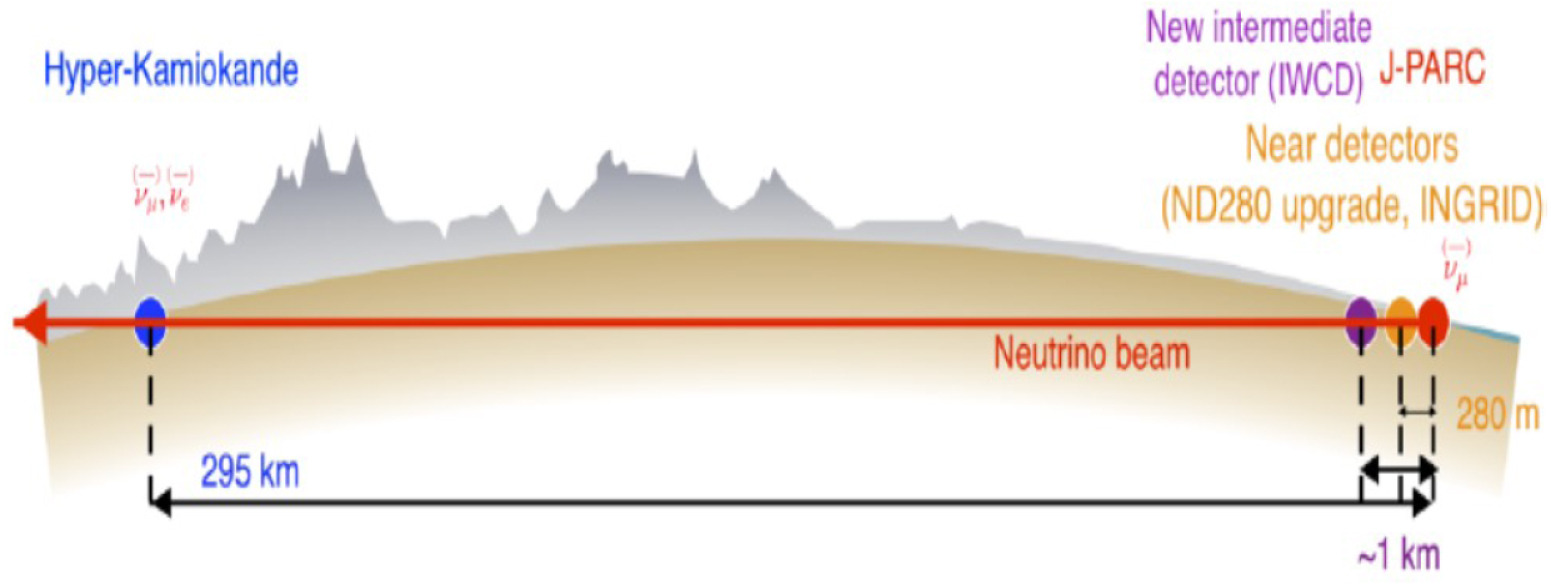
Обзор эксперимента Гипер-Камиоканде

«Гипер-Камиоканде» (Hyper-Kamiokande, Hyper-K) — нейтринная обсерватория и эксперимент, строящийся в Хида, Гифу, и в Токай, Ибараки, в Японии. Он проводится Токийским университетом и Организацией по исследованию ускорителей высокой энергии (KEK) в сотрудничестве с институтами из более чем 20 стран на шести континентах. Являясь преемником экспериментов Супер-Камиоканде (также Super-K или SK) и T2K, он предназначен для поиска распада протонов и обнаружения нейтрино от естественных источников, таких как Земля, атмосфера, Солнце и космос, а также для изучения нейтринных осцилляций в пучке нейтрино от ускорителя. Начало сбора данных запланировано на 2027 год.
Эксперимент Гипер-Камиоканде будет располагаться в двух местах:
- Пучок нейтрино будет произведен в ускорительном комплексе J-PARC (44°06′45″ с. ш. 87°54′47″ з. д.HGЯO) и контролирован несколькими ближними и промежуточными детекторами, расположенными в деревне Токай, префектура Ибараки, на восточном побережье Японии.
- Основной детектор, также называемый Гипер-Камиоканде, строится под вершиной горы Нидзюго в городе Хида, префектура Гифу, в Японских Альпах. Детектор HK будет использоваться для поиска распадов протонов, изучения нейтрино из природных источников и послужит дальним детектором для измерения осцилляций ускорительных нейтрино на расстоянии, соответствующем первому осцилляционному максимуму[5]

К сожалению, и эксперимент в целом, и компонент дальнего детектора имеют одно и то же название.

## Физическая программа

### Осцилляции ускорительных и атмосферных нейтрино
Осцилляции нейтрино - это квантово-механическое явление, при котором нейтрино меняют свой аромат (состояния нейтрино: {\displaystyle \nu _{e}}, {\displaystyle \nu _{\mu }}, {\displaystyle \nu _{\tau }}) при движении. Это обусловлено тем, что ароматные состояния нейтрино являются смесью массовых состояний нейтрино (массовые состояния {\displaystyle \nu _{1},\nu _{2},\nu _{3}} с массами {\displaystyle m_{1},m_{2},m_{3}}, соответственно). Вероятность осцилляций зависят от шести теоретических параметров:
- три угла смешивания ({\displaystyle \theta _{12},\theta _{23},\theta _{13}}3), определяющие смешивание между массовыми и ароматными состояниями
- две разности кавдратов масс ({\displaystyle \Delta m_{21}^{2}} и {\displaystyle \Delta m_{32}^{2}}, где{\displaystyle \Delta m_{ij}^{2}=m_{i}^{2}-m_{j}^{2}})
- и одна комплексная фаза ({\displaystyle \delta _{CP}}), отвечающая за асимметрию материи-антиматерии (нарушение CP-симметрии) в нейтринных осцилляциях,

и два параметра, которые выбираются для конкретного эксперимента:
- энергия нейтрино
- база - расстояние, пройденное нейтрино, на котором измеряются осцилляции.[3][6]

Продолжая исследования, проведенные экспериментом T2K, дальний детектор HK измерит энергетические спектры электронных и мюонных нейтрино в пучке (в  J-PARC производят почти чистый пучок мюонных нейтрино) и сравнит их с ожиданием в случае отсутствия осцилляций, которое первоначально рассчитывается на основе моделей потока и взаимодействия нейтрино и уточняется по результатам измерений, проводимых ближним и промежуточным детекторами. Пиковая энергия пучка нейтрино HK/T2K (600 МэВ) и расстояние между детекторами J-PARC - HK/SK (295 км) соответствует первому осцилляционному максимуму для осцилляций, обусловленных {\displaystyle \Delta m_{32}^{2}}. J-PARC будет производить отдельно пучки нейтрино и антинейтрино, и нейтринные измерения в каждом режиме пучка дадут {\displaystyle P_{\nu _{\mu }\to \nu _{e}},P_{{\bar {\nu }}_{\mu }\to {\bar {\nu }}_{e}}}, где {\displaystyle P_{\nu _{\alpha }\to \nu _{\beta }}} - вероятность того, что нейтрино, первоначально имевшее аромат α, впоследствии будет наблюдаться как имеющее аромат β.

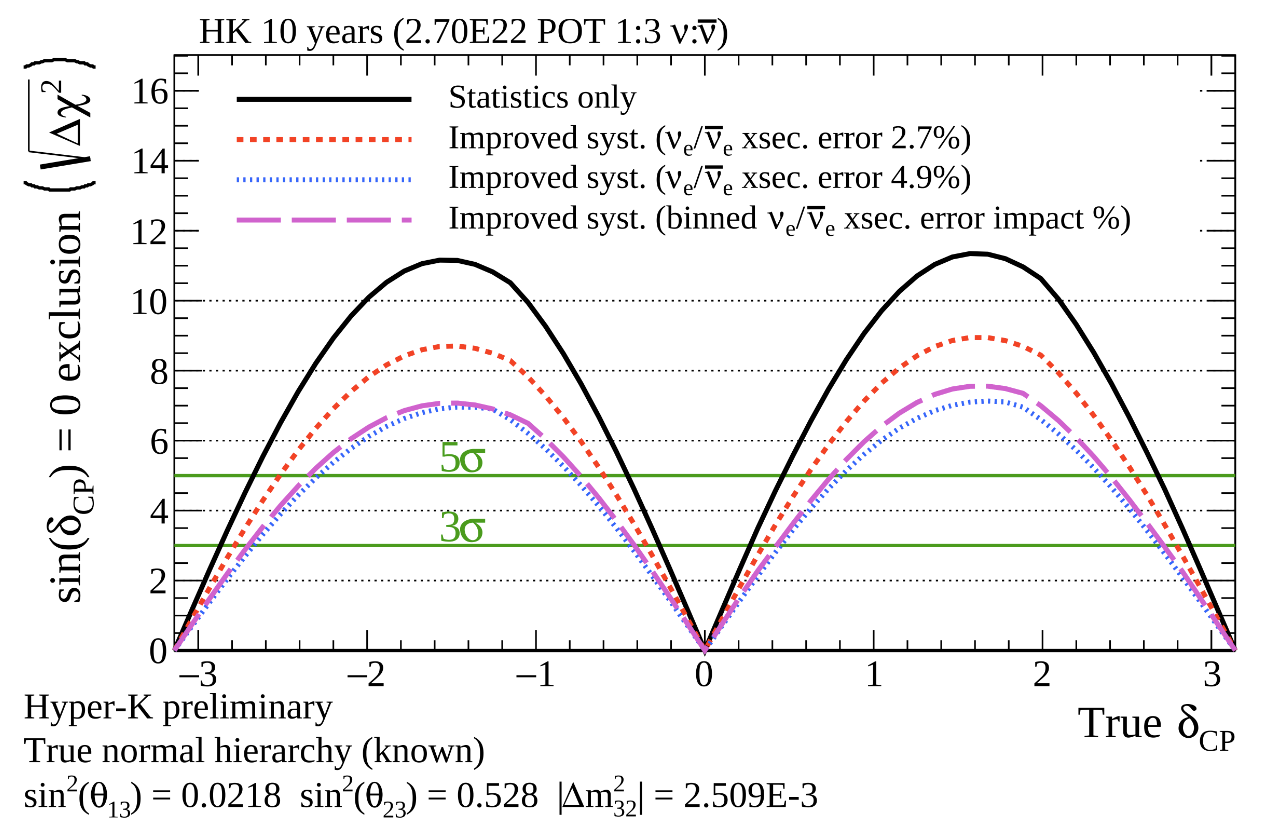
Способность Hyper-K исключить сохранение CP как функция истинного значения δCP

Сравнение вероятностей появления нейтрино и антинейтрино {\displaystyle (P_{\nu _{\mu }\to \nu _{e}},P_{{\bar {\nu }}_{\mu }\to {\bar {\nu }}_{e}})} позволяет измерить фазу {\displaystyle \delta _{CP}}. {\displaystyle \delta _{CP}} лежит в диапазоне от -π до +π (от -180° до +180°), а 0 и ±π соответствуют сохранению CP-симметрии. Ожидается, что после 10 лет сбора данных HK подтвердит на уровне достоверности 5σ или выше, что CP-симметрия нарушена в нейтринных осцилляциях для 57% возможных значений {\displaystyle \delta _{CP}}. Нарушение CP является одним из условий, необходимых для образования избытка материи над антивеществом в ранней Вселенной, которая сейчас формирует нашу вселенную, построенную из материи. Ускорительные нейтрино будут использоваться также для повышения точности других параметров осцилляций, |{\displaystyle \Delta m_{32}^{2}}|, {\displaystyle \theta _{23}} и {\displaystyle \theta _{13}}, а также для исследований взаимодействия нейтрино.
Чтобы определить порядок масс нейтрино (является ли собственное состояние массы {\displaystyle \nu _{3}} легче или тяжелее, чем {\displaystyle \nu _{1}} и {\displaystyle \nu _{2}}), или, что эквивалентно, неизвестный знак параметра {\displaystyle \Delta m_{32}^{2}}, необходимо наблюдать нейтринные осцилляции в веществе. Для параметров пучка нейтрино, используемого в НК (295 км, 600 МэВ) эффект от прохождения нейтрино через плотную среду невелик. Помимо ускорительных нейтрино, в эксперименте HK изучаются атмосферные нейтрино, возникающие при столкновении космических лучей с земной атмосферой, в результате чего образуются нейтрино и другие частицы. Эти нейтрино образуются во всех точках земного шара, что означает, что HK имеет доступ к нейтрино, прошедшим широкий диапазон расстояний через материю (от нескольких сотен метров до диаметра Земли). Эти нейтрино можно использовать для определения порядка массы нейтрино.
В конечном счете, комбинированный анализ ускорительных и атмосферных нейтрино обеспечит наибольшую чувствительность к параметрам осцилляций {\displaystyle \delta _{CP}},
|{\displaystyle \Delta m_{32}^{2}}|, знаку {\displaystyle \Delta m_{32}^{2}}, {\displaystyle \theta _{23}} и {\displaystyle \theta _{13}}.

### Нейтринная астрономияигеонейтрино
При взрывах сверхновых с гравитационным коллапсом ядра образуется огромное количество нейтрино. Для сверхновой в галактике Андромеды в детекторе HK ожидается от 10 до 16 нейтринных событий. Для галактической сверхновой на расстоянии 10 кпк ожидается от 50000 до 94000 нейтринных взаимодействий в течение нескольких десятков секунд. Для Бетельгейзе на расстоянии 0,2 кпк количество событий может достигать 108 взаимодействий в секунду, и такая высокая скорость событий была учтена при разработке электроники детектора и системы сбора данных (DAQ), что означает, что данные не будут потеряны. Временные профили количества зарегистрированных в HK событий и их средней энергии позволят проверить модели взрыва. Информация о направлении нейтрино в HK может служить ранним предупреждением для электромагнитных наблюдений сверхновых и может быть использована в других многоканальных наблюдениях.
Нейтрино, кумулятивно образующиеся при взрывах сверхновых на протяжении всей истории Вселенной, называются реликтовыми нейтрино сверхновых (SRN) или диффузным нейтринным фоном сверхновых (DSNB) и несут информацию об истории звездообразования. Из-за низкого потока (несколько десятков/см{\displaystyle ^{2}}/сек.) они до сих пор не были обнаружены. Ожидается, что за десять лет сбора данных HK обнаружит около 40 событий SRN в диапазоне энергий 16-30 МэВ.
Для солнечных электронных нейтрино цели эксперимента HK таковы:
- Поиск асимметрии день/ночь в потоке нейтрино, обусловленной разным расстоянием, пройденным в веществе (ночью нейтрино дополнительно пересекают Землю, прежде чем попасть в детектор), и, следовательно, разной вероятностью осцилляций, вызванной эффектом вещества.[3]
- Измерение вероятности “выживания” электронного нейтрино ({\displaystyle P_{\nu _{e}\to \nu _{e}}}) для энергий нейтрино между 2 и 7 МэВ - т.е. между областями, где доминируют осцилляции в вакууме и осцилляции в веществе, соответственно - которые  чувствительны к новым физическим моделям, таким как стерильные нейтрино или нестандартные взаимодействия.[3][9]
- Первое наблюдение нейтрино из hep-канала: {\displaystyle ^{3}He+p\to ^{4}He+e^{+}+\nu _{e}} предсказанного стандартной солнечной моделью.
- Сравнение потока нейтрино с солнечной активностью (например, 11-летним солнечным циклом).[10]

Геонейтрино образуются при распадах радионуклидов внутри Земли. Исследования геонейтрино на Гипер-Камиоканде помогут оценить химический состав ядра Земли, который связан с генерацией геомагнитного поля.

### Распад протона
Распад свободного протона на более лёгкие субатомные частицы никогда не наблюдался, но он предсказывается некоторыми теориями великого объединения (ТВО) и является результатом нарушения барионного числа (B). Нарушение барионного числа - одно из условий, необходимых для объяснения преобладания материи над антиматерией во Вселенной. Основными каналами, изучаемыми HK, являются {\displaystyle p^{+}\to e^{+}+\pi ^{0}} который предпочитают многие модели ТВО, и {\displaystyle p^{+}\to {\bar {\nu }}+K^{+}} предсказанный теориями, включающими суперсимметрию. Ожидается, что после десяти лет сбора данных (в случае, если распад не будет наблюдаться) HK увеличит нижний предел среднего времени жизни протона с {\displaystyle 1.6\times 10^{34}} до {\displaystyle 6.3\times 10^{34}} лет для его наиболее чувствительного канала распада ({\displaystyle p^{+}\to e^{+}+\pi ^{0}}) и от {\displaystyle 0.7\times 10^{34}} до {\displaystyle 2.0\times 10^{34}} лет для {\displaystyle p^{+}\to {\bar {\nu }}+K^{+}}.

### Тёмная материя
Тёмная материя — это гипотетическая, несветящаяся форма материи, предложенная для объяснения многочисленных астрономических наблюдений, свидетельствующих о существовании дополнительной невидимой массы в галактиках. Если частицы тёмной материи слабо взаимодействуют между собой, они могут производить нейтрино в результате аннигиляции или распада. Эти нейтрино могут быть видны в детекторе HK как избыток нейтрино из направления больших гравитационных потенциалов, таких как галактический центр, Солнце или Земля, над изотропным атмосферным нейтринным фоном.

## Описание эксперимента
Эксперимент Гипер-Камиоканде состоит из ускорительного нейтринного пучка, ближних детекторов, промежуточного детектора и дальнего детектора (также называемого Гипер-Камиоканде). Все вышеперечисленные элементы будут служить для изучения нейтринных осцилляций в ускорителе.  Дальний детектор также будет использоваться для поиска распада протона и изучения нейтрино из природных источников. Перед запуском эксперимента HK эксперимент T2K завершит сбор данных, и в эксперимент HK войдут пучок нейтрино и ближние детекторы, а промежуточный и дальний детекторы должны будут быть построены заново.

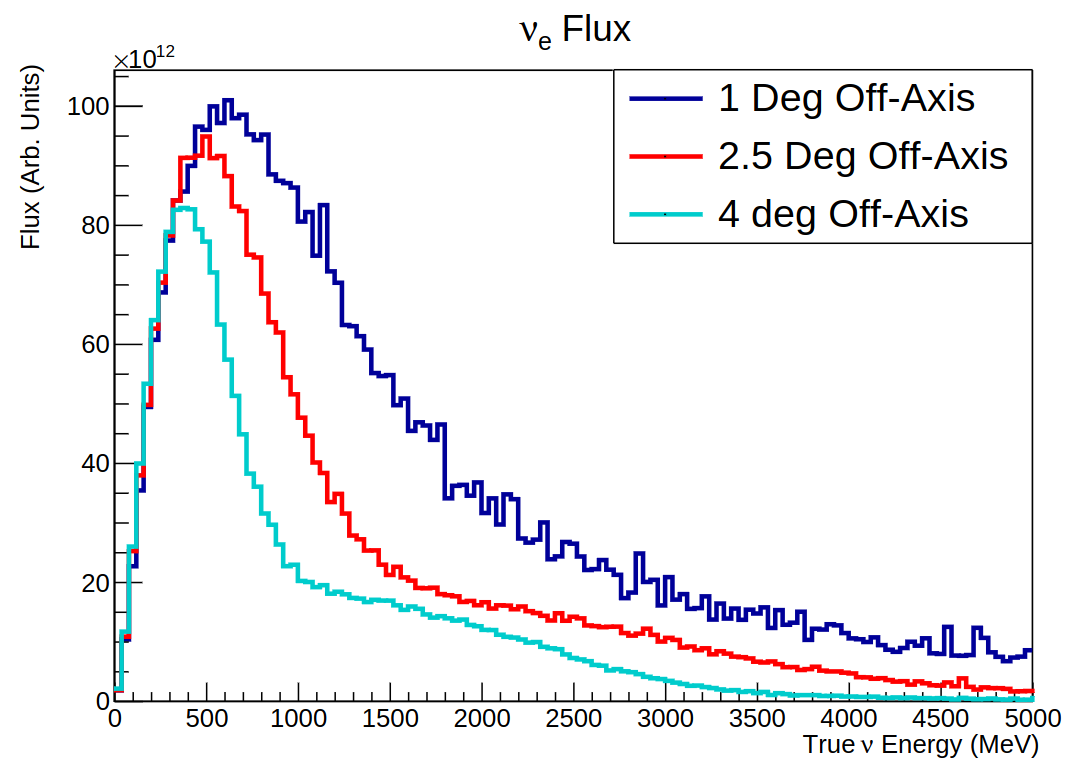
Поток электронных нейтрино в детекторе IWCD для различных углов наклона оси

### Пучок нейтрино
Основная статья: https://en.wikipedia.org/wiki/T2K_experiment#Neutrino_beam

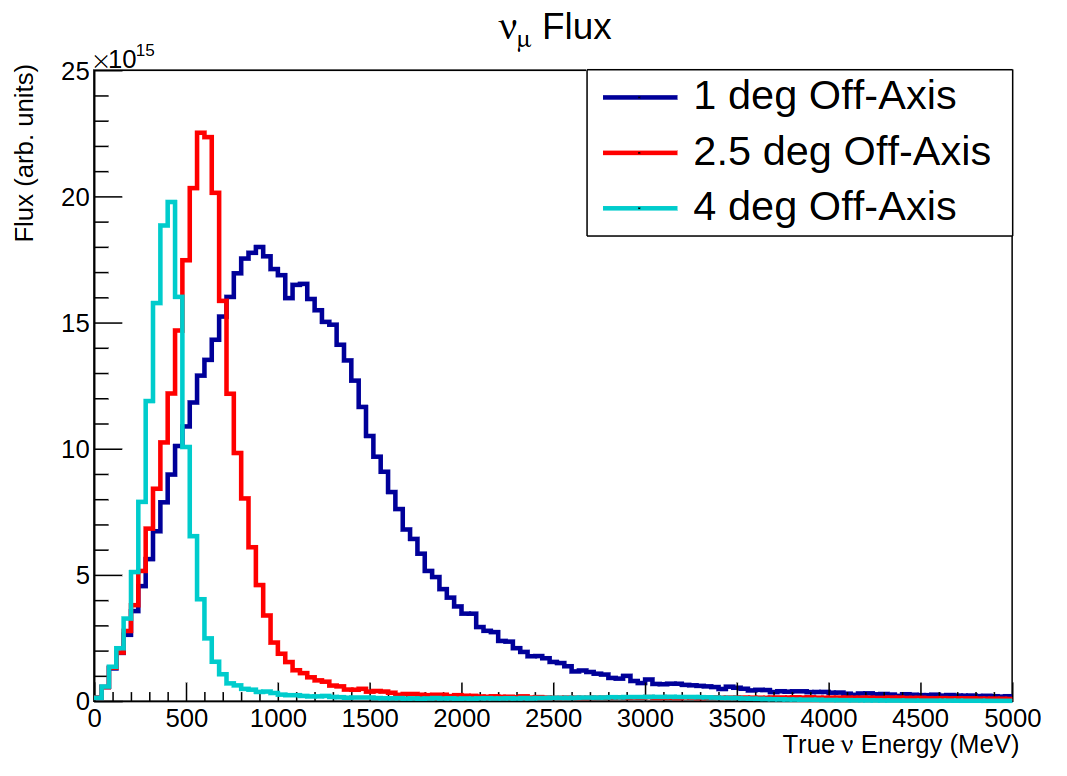
Поток мюонных нейтрино в детекторе IWCD для различных углов наклона оси

Основная статья: https://en.wikipedia.org/wiki/T2K_experiment#Beam_upgrade

### Ближние детекторы
Основная статья: https://en.wikipedia.org/wiki/T2K_experiment#Near_detectors
Основная статья: https://en.wikipedia.org/wiki/T2K_experiment#ND280_Upgrade

### Промежуточный черенковский водный детектор
Промежуточный водный черенковский детектор (IWCD) будет расположен на расстоянии около 750 метров (2 460 футов) от места производства нейтрино. Он будет представлять собой заполненный водой цилиндр диаметром 10 метров (33 фута) и высотой 50 метров (160 футов) с конструкцией высотой 10 метров (33 фута), оснащённой примерно 400 модулями multi-PMT (mPMT), каждый из которых состоит из девятнадцати фотоэлектронных фотоумножителей (ФЭУ) диаметром 8 сантиметров (3,1 дюйма), заключённых в водонепроницаемый корпус. Конструкция будет перемещаться в вертикальном направлении с помощью крана, обеспечивая измерения взаимодействия нейтрино под разными углами к центру пучка нейтрино, от 1° внизу до 4° вверху, что соответствует разным спектрам энергии нейтрино . Комбинируя результаты, полученные под разными углами, можно получить результаты для почти моноэнергетического спектра нейтрино, не полагаясь на теоретические модели взаимодействия нейтрино для восстановления энергии нейтрино. Использование детектора того же типа, что и дальний детектор, с почти таким же угловым и импульсным аксептансом, позволяет сравнивать результаты этих двух детекторов, не полагаясь на моделирование отклика детектора. Эти два факта, независимость от моделей взаимодействия нейтрино и отклика детектора, позволят HK минимизировать систематическую ошибку в анализе осцилляций. Дополнительными преимуществами такой конструкции детектора является возможность поиска осцилляций стерильных нейтрино для различных углов наклона оси и получение более чистой выборки электронно-нейтринных взаимодействий, доля которых больше при больших углах наклона оси.

### Дальний детектор Гипер-Камиоканде

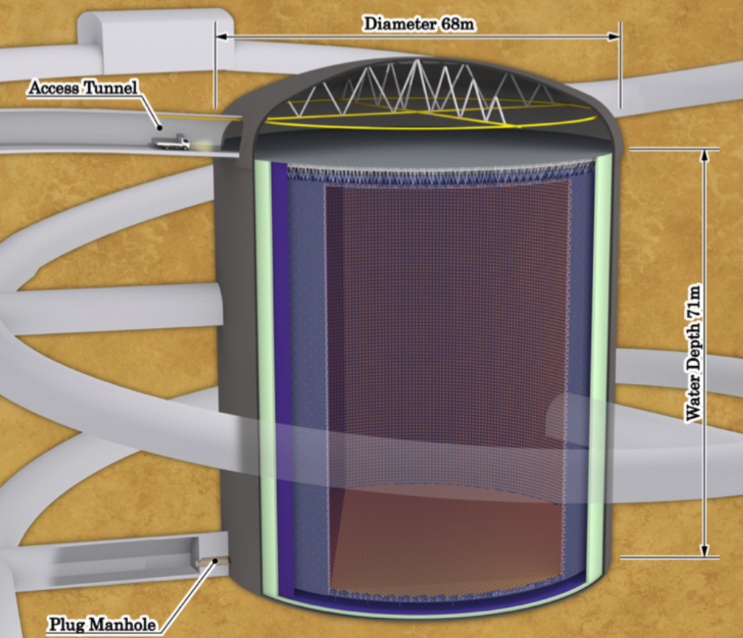
Схема дальнего детектора Гипер-Камиоканде

Детектор Гипер-Камиоканде будет построен на высоте 650 метров (2 130 футов) под вершиной горы Нидзюуго в шахте Точибора, в 8 километрах (5,0 миль) к югу от детектора Супер-Камиоканде (SK). Оба детектора будут находиться под одинаковым углом (2,5°) к центру пучка нейтрино и на одинаковом расстоянии (295 км (183 миль)) от места производства пучка в J-PARC.

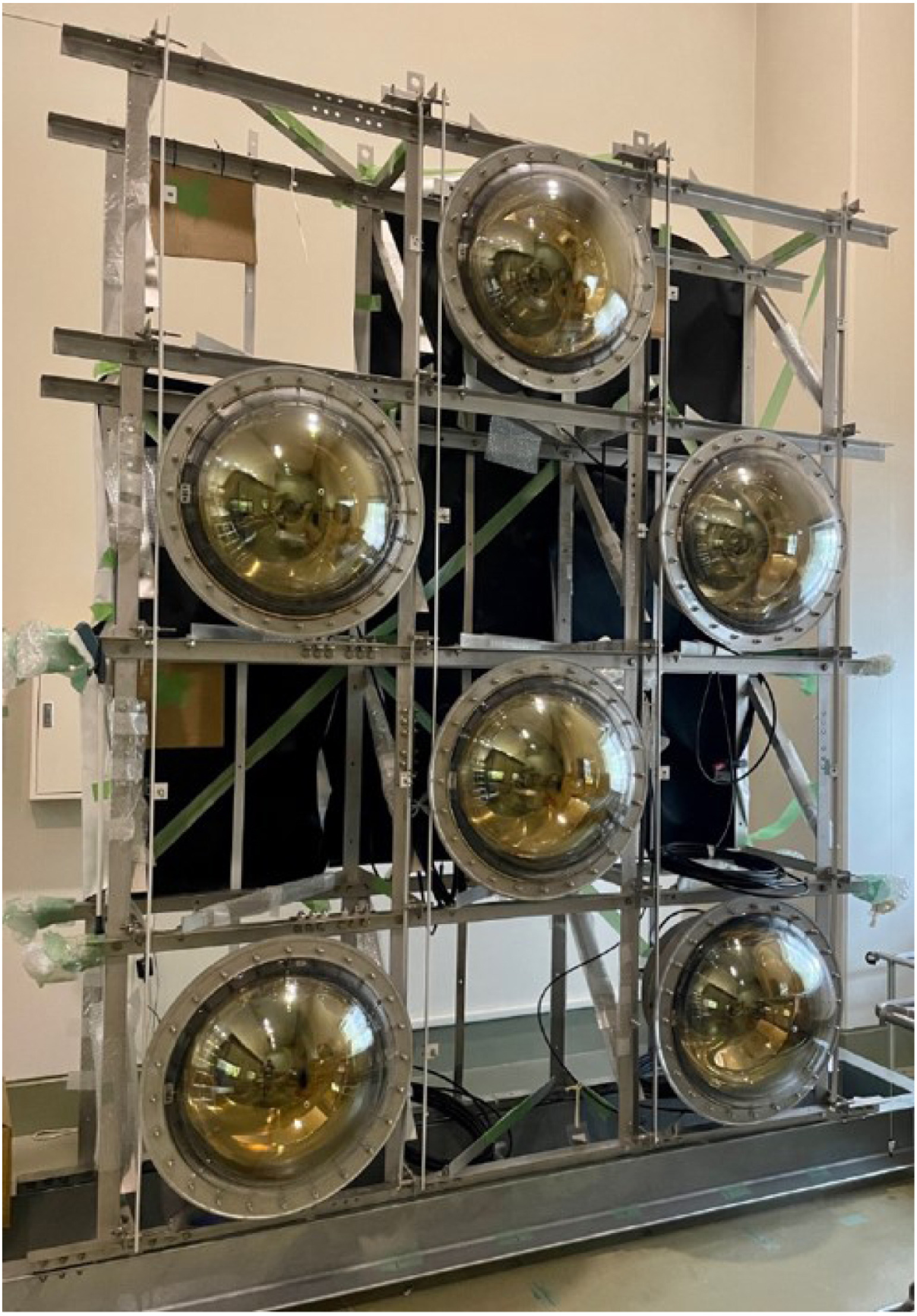
Макет с 50-см ПМТ R12860 для внутреннего дальнего детектора Гипер-Камиоканде

HK будет представлять собой водный черенковский детектор, в 5 раз больший (258 ктонн воды), чем детектор SK. Он будет представлять собой цилиндрический резервуар диаметром 68 метров (223 фута) и высотой 71 метр (233 фута). Объём резервуара будет разделен на внутренний детектор (ID) и внешний детектор (OD) неактивной цилиндрической структурой шириной 60 см, внешний край которой расположен на расстоянии 1 м от вертикальных и 2 м от горизонтальных стенок резервуара. Эта структура оптически отделит ID от OD и будет содержать фотоэлектронные умножители (ФЭУ), направленные как внутрь внутреннего детектора, так и наружу во внешний детектор. Во внутреннем детекторе будет находиться не менее 20000 фотоумножительных трубок диаметром 50 см (20 дюймов) типа R12860 производства Hamamatsu Photonics и около 800 модулей multi-PMT (mPMT). Каждый модуль mPMT состоит из девятнадцати фотоэлектронных умножителей диаметром 8 сантиметров (3,1 дюйма), заключённых в водонепроницаемый корпус. Внешний детектор будет оснащен по меньшей мере 3600 фотоэлектронными умножителями диаметром 8 сантиметров (3,1 дюйма), соединёнными с пластинами со сдвигом длины волны (WLS) размером 0,6x30x30 см{\displaystyle ^{3}} (пластины будут аккумулировать фотоны и переносить их на соединённые с ними фотоэлектронные умножители), и будет служить в качестве вето для различения взаимодействий, происходящих внутри детектора, от частиц, попадающих в него снаружи (в основном мюонов космического излучения).
Строительство детектора HK началось в 2020 г., а начало сбора данных ожидается в 2027 г. Также были проведены исследования целесообразности и физических преимуществ строительства второго идентичного черенковского резервуара в Южной Корее примерно в 1100 км от J-PARC, который будет введен в эксплуатацию через 6 лет после первого резервуара.

## История и расписание
История больших водных черенковских детекторов в Японии и связанных с ними экспериментов по длиннобазовым нейтринным осцилляциям, исключая HK:
- 1983-1996: Эксперимент Камиоканде (Kamioka Nucleon Decay Experiment), основной целью которого были поиски распада протона (Нобелевская премия по физике 2002 года для Масатоси Кошиба) - предшественник Супер-Камиоканде.

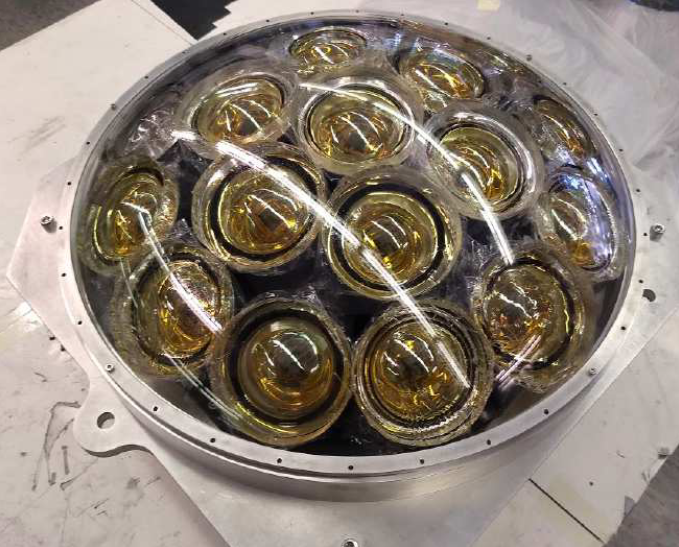
Прототип mPMT для внутреннего детектора дальнего детектора Гипер-Камиоканде

1996 - настоящее время: Эксперимент Супер-Камиоканде - предшественник эксперимента Гипер-Камиоканде, изучение нейтрино из естественных источников и поиск распада протона (Нобелевская премия по физике 2015 года для Такааки Каджита)
- 1999-2004: эксперимент K2K - предшественник эксперимента T2K
- 2010 - настоящее время: Эксперимент T2K - предшественник эксперимента Гипер-Камиоканде, изучающий осцилляции ускорительных нейтрино

История эксперимента Гипер-Камиоканде:
- Сентябрь 1999 года: Представлены первые идеи нового эксперимента[20]
- 2000: Впервые использовано название “Гипер-Камиоканде"[21]
- Сентябрь 2011 года: Подача письма о намерениях (LOI)[22]

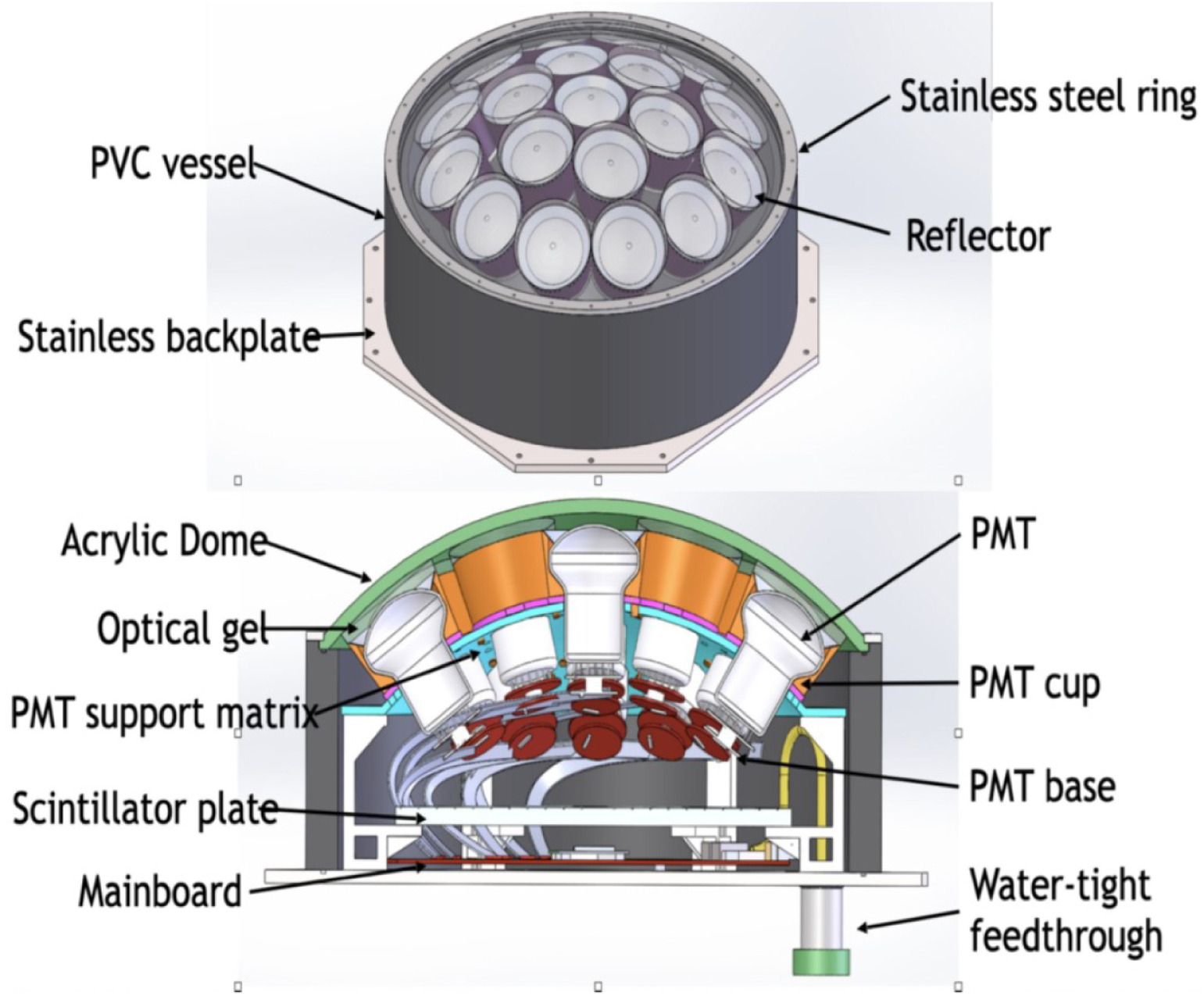
Схема mPMT для внутреннего детектора дальнего обнаружения Гипер-Камиоканде

Январь 2015 г: Меморандум о взаимопонимании о сотрудничестве в рамках проекта "Гипер-Камиоканде", подписанный двумя принимающими институтами: ICRR и KEK. Формирование протоколлаборации Hyper-Kamiokande
- Май 2018 года: Отчет о проектировании Hyper-Kamiokande[3]
- Сентябрь 2018 г: Начальное финансирование от MEXT выделено на 2019 год[25]
- Февраль 2020 г.: Проект официально одобрен японским парламентом[4]
- Июнь 2020 года: Формирование коллаборации Гипер-Камиоканде
- Май 2021 года: Начало работ над туннелем доступа к детектору HK[26]
- 2021: Начало серийного производства фотоэлектронных умножителей[27]
- Февраль 2022: Завершение строительства туннеля доступа[28]

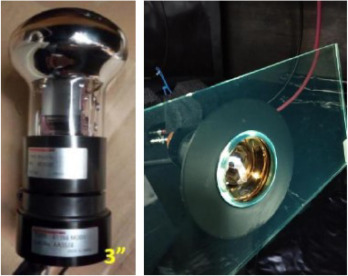
3-дюймовый фотоэлектронный умножитель и пластина WLS (Wavelength-Shifting Fiber) для внешнего детектора Гипер-Камиоканде

- 3-дюймовый фотоэлектронный умножитель и пластина WLS (Wavelength-Shifting Fiber) для внешнего детектора Гипер-КамиокандеОктябрь 2023 года: Завершение строительства секции купола главной каверны детектора HK[29]
- 2027 год: ожидаемое начало приема данных[4]

## Ссылки

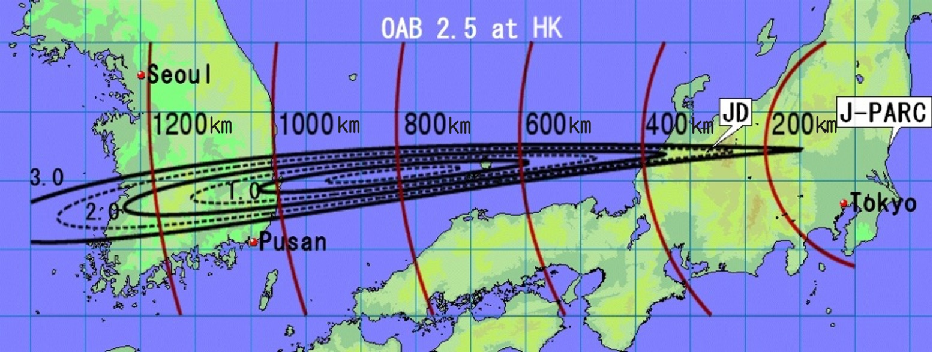
Нейтринный пучок J-PARC Япония - Корея

## Библиография

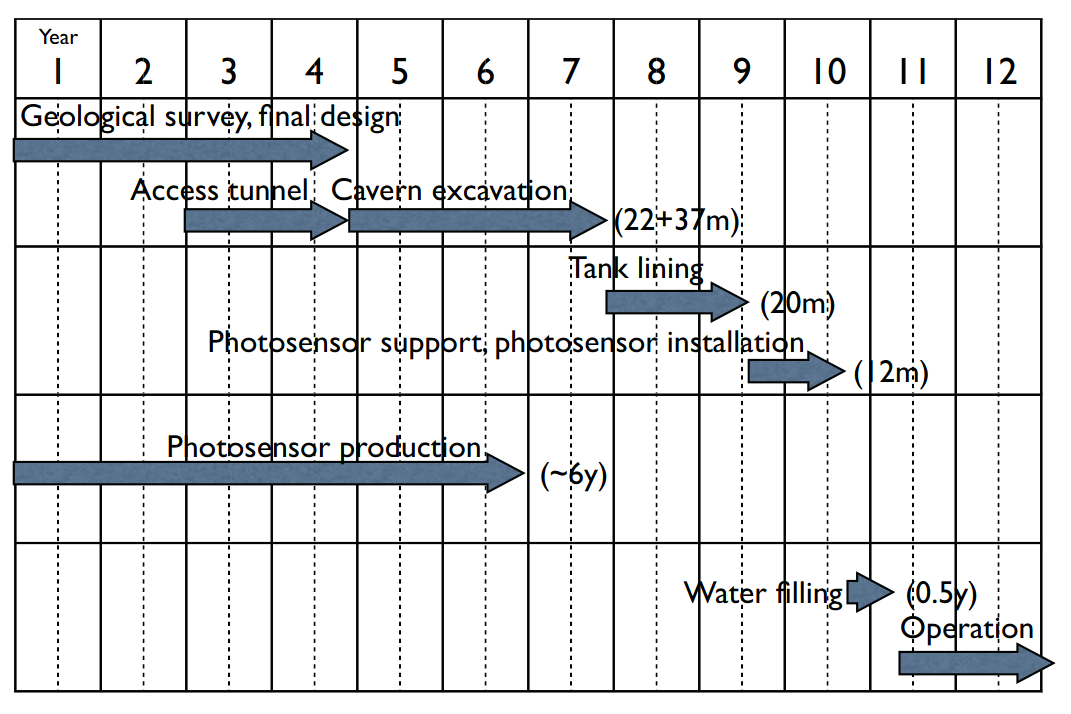
График строительства детектора Гипер-Камиоканде